# Chema Gallardo
José Manuel Gallardo, más conocido como Chema Gallardo, (Puertollano, Ciudad Real, 23 de febrero de 1962 - Puertollano, 24 de julio de 2020) fue un dibujante de animación, ilustrador y diseñador español.

## Biografía
Gallardo comenzó su carrera como dibujante, de modo casual, cuando en una visita a la Oficina de Empleo vio una oferta de trabajo en la que un estudio de animación necesitaba dibujantes.
Considerado como icono del arte comprometido en su ciudad natal, forjó su carrera en el ámbito audiovisual, el diseño, la pintura y la ilustración. Entre sus trabajos, destaca su participación en diversas series de dibujos animados, que se emitieron en Televisión Española como: Los Fruittis, Las tres mellizas, Memé y el señor Bobo, y Juanito Jones.
Falleció en Puertollano el 24 de julio de 2020 tras una larga enfermedad.

## Premios
- Premio Goya al mejor corto de animación (2001), por "Pollo".
- Premio Chambra (2017) de Puertollano, en reconocimiento a su carrera y a su contribución a la cultura puertollanense.[4]